# Palatul Myślewicki
Palatul Myślewicki (poloneză Pałac Myślewicki) este un palat rococo-neoclasic din Parcul Łazienki, Varșovia. El a fost ridicat de regele Stanisław August Poniatowski ca una dintre primele clădiri din Băile Regale. Numele său provine de la satul neexistent din apropiere Myślewice.

## Istorie
Inițial, în palat locuiau curtenii regelui și mai târziu Józef Antoni Poniatowski, nepotul regelui. Cartușul de deasupra intrării principale a fost decorat cu inițialele sale JP.
În secolul al 19-lea și pe timpul Republicii Populare Polone, palatul a servit drept o casă pentru oaspeți, deschizându-și porțile pentru oaspeți eminenți, cum ar fi Napoleon I și Președintele SUA Richard Nixon. La 15 septembrie 1958, prima reuniune a ambasadorilor din Republica Populară Chineză și Statele Unite a avut loc în acest palat, care este considerată ca fiind prima încercare de a se stabili legături între cele două țări.
Fațada este împodobită cu un bol mare în formă de cochilie cu sculpturi de Jakub Monaldi reprezentându-i pe Zephyr și Flora, în timp ce deformarea ușoară a acoperișului se referă la popularele desene chinezești. Părțile mari din mobilierul interior originar au supraviețuit din fericire după Al Doilea Război Mondial - tablourile pictate de Jan Bogumił Plersch în 1778 și Antoni Gerżabka, precum decorațiile din stuc și sculpturile. Deosebit de valoroasă este Sufrageria cu vederea spre Roma și Veneția și baia cu plafonul făcut de Plersch reprezentându-i pe Zephyr și Flora.